# 智利牙鮃
智利牙鮃為輻鰭魚綱鰈形目鰈亞目牙鮃科的其中一種，為亞熱帶海水魚，分布於東南太平洋智利海域，棲息在底層水域，其生活習性不明。

## 扩展阅读
維基物種上的相關：智利牙鮃